# Музеј рудничко-таковског краја
Музеј рудничко-таковског краја у Горњем Милановцу основан је 15. априла 1994. године као установа која обавља делатност заштите културних добара на територији општине Горњи Милановац. Поред изложбених поставки у „Брковића кући” у Синђелићевој улици бр. 7 где је седиште установе, музеј руководи Знаменитим местом „Таковски грм", поставком Другог српског устанка у Такову, Милошевим конаком у Горњој Црнући, а од 2020-их и музејском поставком у Кући српско-норвешког пријатељства.
Институција је успостављена као крајњи исход настојања да се од заборава сачува изузетно богато, разнолико и вековима старо културно-историјско наслеђе рудничко-таковског краја. Улога Музеја рудничко-таковског краја се огледа у бризи о бројним битним споменицима културе, међу којима је чак двадесетак проглашено за културно добро. У питању су споменици културе, стари објекти сеоске и градске архитектуре, археолошка налазишта итд.

## Историјат музеја
Оснивању Музеја рудничко-таковског краја је претходило покретање Завичајног музеја 3. октобра 1987. године. Завичајни музеј је спроведен у дело на основу замисли и одлуке Скупштине општине Горњи Милановац и Културног Центра Горњи Милановац. За музејску зграду одабрана је породична кућа познатог милановачког трговца Ивана Брковића саграђена 1938. године. Смештена у најужи центар града, ова стамбена јединица са елементима модерне предратне архитектуре је након краја Другог светског рата постала власништво општине, док је 1977. године прилагођена за коришћење од стране Културног центра Горњи Милановац. Године 1988. извршена је адаптација поткровља. Тиме је ова установа добила изложбени простор од 238 м² у два нивоа. На основу одлуке Скупштине општине Горњи Милановац, 15. априла 1994. године Завичајни музеј је преобликован у Музеј Горњег Милановца. Следеће године, 24. фебруара, назив ове институције измењен је у Музеј рудничко-таковског краја.

## Збирке, легати и сталне поставке Музеја рудничко-таковског краја

### Збирка Музеја Сретена Љубеновића Конкордија
Полазна тачка за установљење музејске колекције, која данас броји више од хиљаду предмета, била је збирка Сретена Љубеновића Конкордија. Пореклом из Пирота, преселио се 50-их година 20. века у Брезну, село у Горњем Милановцу. Реч је о колекционару који је темељно скупљао старине широм Србије. Нарочито обраћајући пажњу на територију општине Горњи Милановац, он је своју збирку првобитно излагао у порти цркве у Брезни. Његова колекција од око 2000 предмета путем откупа пренета је 1987. године у Музеј. Први пут је јавности представљена на изложби 1. децембра 1991, док је од 1994. године у трајном власништву Музеја. Збирка се састоји од широког спектра предмета из различитих периода – реч је о примерцима који су размештени у археолошку, историјску, уметничку, етнографску и нумизматичку целину. Примера ради, чине је богослужбени предмети из цркава горњомилановачке околине из 18. и 19. века, али и радови примењене уметности и слика „Југославија на Јадрану” чувеног свестраног уметника Драгутина Инкиостри Медењака.
У згради су смештени легати браће Настасијевића, породице Лазић и сликара Божидара Боже Продановића, као и стална поставка „Поклони и откупи – време династије Обреновића”. У саставу Музеја су и сталне поставке: „Други српски устанак и српска револуција 1804-1839” у Музеју Другог српског устанка у Такову и „Српска кућа у првој половини XIX века” у Милошевом конаку у Горњој Црнући.

## Археологија

#### Прва ископавања
На територији општине Горњи Милановац налазе се археолошка налазишта која сведоче о активном праисторијском и средњовековном периоду те средине. У више горњомилановачких села пронађени су остаци Илира, Келта, Римљана, Гота итд. Примера ради, постоје докази да је планина Рудник била дом већег римског насеља. На том месту је Јанко Шафарик 1865. године покренуо прва позната археолошка ископавања у Србији. Поред остатака римског храма посвећеног богињи Мајци земљи и римске плоче коју је 2009. године Народни музеј у Београду уступио Музеју рудничко-таковског краја на чување, пронађени су и фрагменти гробаља, рударских окана и сл. Наслућује се да је позиција храма била испод рударских окна те да су се рудари ту молили пре него што су одлазили на посао. Потом је горњомилановачки фотограф Благоје Ђорђевић 1930. године покренуо ископавања на основу народног предања да је у цркви и још два објекта у Јазинама у Мајдану сахрањен деспот Ђурађ Бранковић. Он је у 15. веку боравио на Руднику и остаци његовог града се и данас назиру.

#### Археолошка истраживања током 1980-их
Археолошки институт Београд је током 1980-их темељно археолошки изучавао не само Рудник већ и остатак општине, па чак и шире. У сарадњи са Народним музејом Чачак, Заводом за заштиту споменика културе Краљево и Филозофским факултетом у Београду, спроведена су у дело два пројекта: „Археолошка истраживања старог рударства на Руднику у праисторији, антици и средњем веку” и „Истраживање средњовековних градова на територији општина Чачак, Лучани и Горњи Милановац”. Што се тиче подручја Горњег Милановца, то истраживање се превасходно односило на пределе у Мајдану, Руднику, Заграђу, Горњој Црнући и Јабланици, чиме је знатно проширена документација о прошлости, и то нарочито о историјату Рудника.

#### Најновија археолошка истраживања
Почев од 2004. године, Музеј рудничко-таковског краја се упустио у самостално покретање археолошких испитивања. Примера ради, те године покренута су истраживања на локалитету Црквине на планини Јешевац, а следеће године и на месту старе цркве на локалитету Светиња у селу Јабланица. Потом је 2009. године на дело ступио вишегодишњи пројекат „Археолошка истраживања на планини Рудник” под вођством Музеја рудничко-таковског краја у сарадњи са Филозофским факултетом у Београду. Као резултат истраживања које је две године након покретања почело да финансијским средствима потпомаже Министарство културе и информисања Републике Србије, откривена су битна археолошка налазишта сврставана у период од краја 13. века па до пада под турску власт два века касније. Предмет археолошког проучавања била су следећа места: Стационар (где је пронађена католичка црква), имање Никића (где је пронађена трговачка кућа осликана фрескама), двориште Слободана Марковића (где је био један управни објекат), двориште Чивовића и Којовача (где је пронађен један одводни канал покривен плочама) на потесу Дрење и црква на Маџарском брду у подножју Мале Кеље. Музеј рудничко-таковског краја је у сарадњи са Археолошким институтом Београд 2010. године поново покренуо истраживања започета још 1980. на Прљуши на Руднику у оквиру пројекта „Проспекција Малог Штурца: истраживање праисторијског рударства”. На основу геофизичких проматрања пронађена су улазна окна, подземни ходници, више од двадесет праисторијских окана, велики број камених рударски батова са жлебом, као и обриси површинске експлоатације руде. Имајући у виду пространство тог локалитета и лако уочљиве остатке бројних рударских активности, закључено је да је Прљуша један од највећих старих рудника у југоисточној Европи.

#### Археолошка збирка
Као крајњи исход темељних археолошких испитивања, Музеј рудничко-таковског краја је дошао до већег броја предмета који данас чине археолошку збирку ове установе, док је мањи број експоната добијен као поклон или је откупљен. Артефакти ове колекције су разнолики – разликују се по функцијама, материјалима и периодима из којих потичу. На пример, најмлађи предмети припадају нумизматичкој збирци. Реч је о новцу цара Душана, цара Уроша и угарских краљева из 14. и 15. века.
- Керамичке посуде
- Бронзана гривна
- Фрагмент средњовековног живописа
- Новац краља Душана
- Печат кнеза Лазара Хребељановића

## Историја

### Историјска збирка
Рад на историјској збирци Музеја рудничко-таковског краја отпочет је 1994. године, када је и сам Музеј основан. Сложена збирка од 1200 предмета коју углавном сачињавају експонати из друге половине 19. и прве половине 20. века оформљена је путем откупа, поклона и радом на терену. Поред тога што предмети те колекције представљају камен темељац свих сталних поставки у оквиру Музеја, они су често били и део ауторских изложби, а такође су више пута уступани другим музејима и галеријама у Србији.
Историјски фонд се састоји од оружја и војне опреме (јатагани, кубуре, каранфилке, фишеклије, топовска ђулад), докумената (читуље, тапије устаника, мајсторска писма), реалија (остатак таковског грма), знамења (Таковски крст, Орден Светог Саве, Орден Белог орла), карти, фотографског материјала итд.

#### Стална поставка „Поклони и откупи – време династије Обреновић”
Значајни део историјске збирке чине предмети везани за династију Обреновић која је увек била блиско везана за рудничко-таковски крај, и то нарочито током својих почетака и у току своје владавине. Они су посебну пажњу придавали том подручју. То се најбоље огледа у чињеници да су уложили доста труда на побољшању и даљем развоју тог краја. Штавише, та породица је на територији општине Горњи Милановац подигла неколико задужбина и често их посећивала.
„Поклони и откупи – време династије Обреновић” назив је сталне поставке која је почев од 17. септембра 1994. године постављена у поткровљу зграде Музеја. Обухвата период од почетка 19. века до пада династије и представља осврт на бројне предмете који су њима припадали или су из тог времена. Хронолошки подељена, ова поставка појашњава улогу и учинак свих чланова породице која је обележила Историју Србије.
Део поставке се односи и на породицу познатог трговца Николе Милићевића Луњевице, најближег сарадника кнеза Милоша и рођеног деде краљице Драге. На једном месту обједињене су фотографије и документи његове четврте супруге Ђурђије, ћерке Лене и унуке Војке Ане Луњевице.

##### Најзначајнији експонати
За сада Музеј чува 118 артефаката који су доведени у везу са том породицом, а тај број из године у годину расте. Већина тих предмета припада времену краља Александра. Међу њима се издваја завеса из Старог двора у којој су након убиства у ноћи између 28. и 29. маја 1903. године била умотана и са терасе бачена тела краља и његове супруге краљице Драге. Завеса се читавих девет деценија чувала у манастиру Враћевшница, све док 1995. године није поклоњена Музеју. Поред тога, од експоната значајни су и свећњак из куће кнеза Михаила и кнегиње Љубице у Бечу, свећњаци у облику јелена и правоугаони бордо тепих из Старог двора, чаша са двора Милана Обреновића, делови покућства Таковског дворца и раскошан порцелански сервис Артемизе Христић.

##### Нумизматика
Изложено је и двадесетак тзв. апоена. У питању је први ковани новац модерне Србије који је кован у бакру, никлу, сребру и злату. Најстарији примерак у збирци је из 1868. године. На бакарном новчићу израђеном у Бечу од стране гравера Антона Шарфа налази се портрет кнеза Михаила на реверсу, док је на аверсу ознака вредности (једна, пет и десет пара), окружена ловоровим и храстовим лишћем, тј. српском круном на врху. Године 1875. се појавио први српски динар, тиме поставши главна новчана јединица. У сребру су исковани и апоени од два динара, као и они од педесет пара. Аверс је остао исти као и раније, мада се у овом случају на реверсу појавио кнез Милан. Четири године касније дошло је до прве серије новца самосталне кнежевине која се по изгледу само разликује у томе што је од тада кнез Милан приказиван са брковима. Бакарни апоени су били доступни у примерцима од педесет пара, један, два динара и пет динара. Проглашењем Краљевине Србије 1882. године, на дело су ступили златници по десет и двадесет динара на којима је, за разлику од пре, портрет краља Милана окренут на десно. Примерци апоена од пет, десет и двадесет пара из 1883. и 1884. године су на аверсу имали приказан грб краљевине Србије. На аверсу сребрних кованица од једног и два динара из 1897. године појављује се портрет краља Александра Обреновића.

##### Документи, фотографије и разгледнице
Поред тога, место у збирци су нашли и документи, одликовања из друге половине 19. века (једна диплома и осам ордена, медаља и споменица), као и архивска и књижевна грађа. Примера ради, најстарији и најбитнији документ је из 1821. године, из периода кнеза Милоша. Такође, сачувано је и писмо које је 1829. године упутио снахи Круни. Изложена је и оригинална позивница поводом освећења темеља Таковског дворца из августа 1899. године. Осим портрета из домена ликовне уметности, у историјском фонду налазе се и фотографски портрети владара и њихових супруга. Од веће важности су три фотографије мањег формата које је Музеј откупио а на којима су Милан, Наталија и Александар Обреновић. Реч је о портретима који су 1900. године објављени у Паризу у Албуму 500 славних савременика. У фотографској колекцији су и заједнички снимци краља Александра и краљице Драге, у већини случајева настали 4. августа 1900. године, на дан њиховог венчања. Вреди поменути и разгледнице и дописне карте са краја 19. века које су произашле на основу фотографија. На њима су ликови владара и прикази на којима су представљени на разним прославама, венчањима и званичним посетама. Дакле, ова изложба не даје увид искључиво у приватан живот чланова династије Обреновић већ и говори о њиховој јавној делатности.

##### Оснивање Горњег Милановца
Представљени су документи о самом оснивању града и његових установа, као и лични и кућни предмети битнијих Милановчана. У питању су експонати из свакодневног живота попут писама, фотографија, разгледница, цртежа, илустрација, примера локалних новина, визит карата, банкарских меница, као и предмети етнолошке и уметничке збирке.

## Историја уметности
Поред истраживачког рада и заштите културних добара, на чему Музеј рудничко-таковског краја првенствено ради и што је његова основна делатност, ова институција се активно и подробно бави и изложбеним, издавачким, програмским и осталим активностима. Поред тога, у сарадњи са Скупштином општине Горњи Милановац, Музеј је од 1994. до 2004. године десет пута успешно спровео у дело Ликовну колонију „Мина Вукомановић Караџић”, одржавану на Савинцу где се налазе посмртни остаци једне од првих жена сликара српског романтизма. Почев од 2005. године, ову манифестацију је преузео Културни центар Горњи Милановац. Заједно са Удружењем ликовних и примењених уметника, Музеј рудничко-таковског краја је организовао трећи Међународни бијенале уметности минијатуре 1994. године, а две године касније самостално је реализовао и четврти.
Најзначајнији део уметничке збирке чине дела из три музејска легата, разне копије слика и олеографије везане за 20. век, као и слике српских уметника 20. века: Александра Дерока, Љубице Цуца Сокић, Васе Ешкићевића, Душана Ристића, Милића од Мачве итд.

### Легат породице Настасијевић
Легат познате горњомилановачке уметничке породице Настасијевић, једног од синонима града, поклоњен од стране њихових потомака 1983. године, представља разнолико наслеђе превасходно браће Живорада, Момчила, Светомира и Славомира Настасијевића, као и заоставштину остатка њихове породице. Њихове сестре су се такође истакле бавећи се различитим областима - Наталија се бавила филозофијом, Даринка историјом а Славка математиком. Породица је живела у Горњем Милановцу све до 1920. године када се преселила у Београд. У њиховом дому у престоници између 1924. и 1938. године окупљали су се битни интелектуалци и уметници тог времена као што су Исидора Секулић, Милош Црњански, Растко Петровић, Станислав Винавер, Раде Драинац, Димитрије Митриновић, Душан Матић итд.
У оквиру легата реч је о великом броју личних предмета, музичких инструмената, намештаја, стотинак уметничких дела међу којима има цртежа и слика, више од 200 фотографија, скоро 500 докумената, позоришних плаката, белешки, преписки и око 1100 књига и записа музичких и сценских дела.

### Легат Божидара Боже Продановића
Музеј рудничко-таковског краја поседује и уметничку заоставштину академског сликара Божидара Боже Продановића, дугогодишњег професора Факултета ликовних уметности у Београду. Будући да је пореклом из општине Горњи Милановац, он је 1977. године Музеју поклонио део свог рада, који данас чини уметничку збирку ове установе. Реч је о 82 дела из његовог деценијама дугог бављења сликарском професијом. Поклонио је радове настале разним техникама (уље на платну, темпера, графика, акварел, цртеж, мозаик) који су начињени у периоду од 1939. до 1977. године. Поврх тога, Продановић је учествовањем на сликарским колонијама Музеју оставио још 13 радова насталих 1993. и 1994. године који данас сачињавају сталну поставку Музеја Другог српског устанка.

### Легат породице Лазић
Музеј рудничко-таковског краја је пребивалиште једног дела заоставштине породице Лазић. У питању је стара горњомилановачка породица чији је легат успостављен на основу поклона општини Горњи Милановац. Заоставштина се огледа у разним документима, белешкама, писмима и уметничким делима који су припадали Зори Симеоновић Лазић и њеном сину архитекти Владимиру-Миши, као и његовим сестрама Лепи и Гордани. Иако је Легат породице Лазић више пута приказиван јавности, тек је 1987. у тадашњем Завичајном музеју изложен у целини.

## Етнологија

### Етнолошка звирка
Музеј рудничко-таковског краја има у поставци и етнолошку збирку чији највећи део, као што је и случај са археолошким фондом, чине предмети из откупљене заоставштине Сретена Љубеновића Конкордија. Касније, она је изнова допуњавана захваљујући поклонима, откупима, али и кустоским радом на терену. Данас, та колекција броји више стотина експоната који веродостојно дочаравају живот ових предела из 19. века и прве половине 20. века. Између осталог, ову колекцију чине разни свакодневни предмети попут пољопривредних алатки, предмета покућства, земљаног и металног посуђа, прибора за обраду вуне, лана и конопље, занатских производа, музичких инструмената, народне ношња таковског и пиротског краја итд.

### Етнолошка истраживања
Музеј рудничко-таковског краја самостално или у сарадњи са другим музејским установама спроводи истраживања и научне пројекте и одржава изложбе. 2019. године заједно са Народним музејом Чачак успостављен је пројекат „Истраживање старих заната на територији општина Чачак и Горњи Милановац”. Очекује се да крајњи исход тог темељног испитивања буде објављивање студије о старим занатима из тих средина.

### Етнолошки филм
Милан Брајовић, виши кустос етнолог ове институције, снимио је преко петнаест етно и документарних филмова и редовно учествује на Фестивалу етнолошког филма у Београду. Његов филм под називом „Млада недеља на Савинцу” донео му је награду „Прохорски анђео” за етно запис 2000. године, док је остварење „Гекон” четири године касније награђено „Прохорским анђелом за допринос филмском језику и етнолошкој науци”.

## Библиотека
Музеј рудничко-таковског краја поседује богату музејску библиотеку коју углавном чине књиге везане за општу, националну и завичајну историју, историју уметности, археологију, етнологију, архивску грађу, биографске и серијске публикације (часописи, годишњаци, зборници, летописи, календари). Основана 2005. године, њена дужност је да као саставни део Музеја буде стално укључена у различите активности које институција спроводи, као и да буде увек у ходу са развојем и напретком Музеја. Фонд библиотеке чини око 700 монографских и преко 300 наслова серијских публикација. Део садржаја фонда библиотеке је добијен поклоном и залагањем запослених Музеја и грађана. Битан сегмент збирке чини и фонд легата породице Настасијевић који се састоји од око 1000 јединица и који се чува у галеријском простору. Стручна библиотека Музеја рудничко-таковског краја је затвореног типа и предвиђена је радницима Музеја или изучавању у читаоници.

## Издавачка делатност
Музеј рудничко-таковског краја објавио је много публикација. Поред бројних каталога, седам издања Зборника радова Музеја рудничко-таковског краја и публикација посвећених рудничко-таковском крају, посебно место у издавачкој делатности ове установе заузима едиција Обреновићи коју за сада чини шест књига Ане Ранковић и Александра Марушића.

## Документација

### Фотографска документација
У оквиру Музеја рудничко-таковског краја постоји и Одељење документације. Односи се на стручно-научни материјал који је начињен као резултат појединих истраживања и пројеката, а потом је обрађиван и архивиран. Основни посао документаристе је да води базу података, обрађује фотографску и писану грађу и дигитализује документацију. Успостављање такве евиденције је неопходно како би се даље спроводиле претраге и припреме за будуће пројекте. Осим што Музеј располаже богатом фотодокументацијом у виду дигиталних фајлова, установа такође поседује и старију фотографску архиву у виду аналогних фотографија и негатива. Одређен део те грађе дошао је до Музеја као резултат откупа од некадашње горњомилановачке издавачке куће Дечје новине, као и од фотографа Аце Ђорђевића који је годинама пратио развој града и локална дешавања.
Осим што, као што је и претходно назначено, Музеј рудничко-таковског краја поседује неколико десетина портрета династије Обреновић (од којих доста фотографских), његов фонд такође чини и документација из 20. века. За пример могу да се узму дописне карте војника који су учествовали у ратовима од 1912. до 1918. године. Од нарочитог значаја су и фотографије из 1941. године на којима је приказан спаљен Горњи Милановац. Од Велисава Вуловића, ратног заробљеника из периода од 1941. до 1945. године, музеј добио на поклон црно-белу фотографску лабораторију, прибор за фотографисање, 90 црно-белих фотографских записа из заробљеништва, као и 360 колор дијапозитива овог подручја и СФРЈ до 1980. године. На основу откупа, у посед ове институције је дошло чак 16000 црно-белих негатива привредног и културног живота у Горњем Милановцу од 1952. до 1992. године.

## Педагошка служба
Једна од делатности Музеја рудничко-таковског краја је и спровођење интерактивних, едукативних програма, нарочито оних који су намењени деци и омладини. Осмишљавају се радионице које се разликују по садржају али и по узрастима полазника, сарађује се са образовним установама, ради се на објављивању музејске литературе намењене деци, излажу се дечји радови, осмишља се организација музејског фестивала итд. Посебно место у педагошкој делатности чине и екскурзије у Такову где се у Музеју Другог српског устанка држе предавања о самом устанку. Крајњи циљ разних видова педагошког рада је да се садржај Музеја и уопште улога те институције приближи млађем становништву, као и да се успостави вредносни систем код деце, шири музејска култура, стекне знање о наслеђу ове установе и даље се промовише.

## Конзервација
Једна од делатности музеја је и конзервација експоната. Реч је о хемијском чишћењу и превентивној заштити првобитних изгледа разних артефаката. Посебно одељење у склопу Музеја је конзерваторски тест применило на иконостасу цркве Свете тројице у Горњем Милановцу, надгробним споменицима код цркве брвнаре у Такову, цркве Светог Николе у Брусници, цркве Светог Саве у Савинцу, 95 надгробних споменика у Орашцу и на спомен-плочи у порти манастира Светог архангела Михаила на Вујну. Поред тога, ово одељење врши и конзервацију керамике, камена и стакла.